# Kazachstania pintolopesii
Kazachstania pintolopesii är en svampart som beskrevs av Kurtzman, Robnett, J.M. Ward & T.J. Walsh 2005. Kazachstania pintolopesii ingår i släktet Kazachstania och familjen Saccharomycetaceae.   Inga underarter finns listade i Catalogue of Life.